# 圖尤原野國家公園
圖尤原野國家公園（西班牙語：Parque nacional Campos del Tuyú）是阿根廷布宜諾斯艾利斯省的國家公園，位於該國東北部，面積30平方公里，成立於2009年6月4日，是草原鹿的棲息地。